# Сугрово
Сугрово — село в Льговском районе Курской области России. Входит в состав Большеугонского сельсовета.

## География
Село находится а западе центральной части Курской области, в пределах южной части Среднерусской возвышенности, в лесостепной зоне, на левом берегу реки Сейм, на расстоянии примерно 2 километров (по прямой) к востоку от города Льгова, административного центра района. Абсолютная высота — 156 метров над уровнем моря.

### Улицы
В селе улицы: Боярская, Волжанская, Лаговка, Новосёловка, Сеинская, Советская и Шляховка.

### Климат
Климат характеризуется как умеренно континентальный, с тёплым летом и умеренно холодной зимой. Среднегодовая температура воздуха — 5,7 °С. Средняя температура воздуха самого тёплого месяца (июля) — 19,4 °C (абсолютный максимум — 32 °С); самого холодного (января) — −8,1 °C (абсолютный минимум — −26 °С). Безморозный период длится около 150 дней в году. Среднегодовое количество атмосферных осадков составляет 563 мм, из которых 391 мм выпадает в период с апреля по октябрь.
| Показатель                                                                      | Янв. | Фев. | Март | Апр. | Май  | Июнь | Июль | Авг. | Сен. | Окт. | Нояб. | Дек. | Год  |
| ------------------------------------------------------------------------------- | ---- | ---- | ---- | ---- | ---- | ---- | ---- | ---- | ---- | ---- | ----- | ---- | ---- |
| Средний суточный максимум, °C                                                   | −3,8 | −2,8 | 3,1  | 13,2 | 19,4 | 22,7 | 25,2 | 24,6 | 18,3 | 10,7 | 3,6   | −0,9 | 11,1 |
| Средняя температура, °C                                                         | −5,9 | −5,4 | −0,5 | 8,4  | 14,8 | 18,4 | 20,9 | 20   | 14,1 | 7,4  | 1,4   | −2,9 | 7,6  |
| Средний суточный минимум, °C                                                    | −8,4 | −8,5 | −4,7 | 2,9  | 9,1  | 13   | 15,8 | 14,8 | 9,8  | 4    | −0,9  | −5,1 | 3,5  |
| Норма осадков, мм                                                               | 50   | 44   | 48   | 50   | 63   | 71   | 77   | 54   | 57   | 57   | 48    | 49   | 668  |
| Источник: Погода по месяцам c ru.climate-data.org(дата обращения: Октябрь 2021) |      |      |      |      |      |      |      |      |      |      |       |      |      |

### Часовой пояс
Село Сугрово, как и вся Курская область, находится в часовой зоне МСК (московское время). Смещение применяемого времени относительно UTC составляет +3:00.

## Население
| 2002 | 2010 |
| ---- | ---- |
| 370  | ↘316 |

### Половой состав
По данным Всероссийской переписи населения 2010 года в половой структуре населения мужчины составляли 48,4 %, женщины — соответственно 51,6 %.

### Национальный состав
Согласно результатам переписи 2002 года, в национальной структуре населения русские составляли 97 %.

## Инфраструктура
Личное подсобное хозяйство. В селе 472 дома.

## Транспорт
Сугрово находится на автодорогe регионального значения 38К-017 (Курск — Льгов — Рыльск — граница с Украиной) как часть европейского маршрута E38, в 3 км от автодороги 38К-024 (Льгов — Суджа), на автодорогe межмуниципального значения 38Н-373 (38К-017 — Сугрово — ст. Льгов), в непосредственной близости от ж/д остановочного пункта 401 км (линия Льгов I — Курск).
В 139 км от аэропорта имени В. Г. Шухова (недалеко от Белгорода).